# Schistostoma discretum
Schistostoma discretum är en tvåvingeart som beskrevs av Collin 1949. Schistostoma discretum ingår i släktet Schistostoma och familjen styltflugor.
Artens utbredningsområde är Egypten. Inga underarter finns listade i Catalogue of Life.